# 1143 Odysseus
1143 Odysseus este un asteroid troian jovian descoperit de astronomul Karl Wilhelm Reinmuth la data de 28 ianuarie 1930, la Heidelberg în Germania.

## Caracteristici
Asteroidul își împarte orbita în jurul Soarelui, cu planeta Jupiter, în punctul Lagrange L4, în „tabăra grecească”, adică este situat cu 60° în fața lui Jupiter.
Calculele făcute după observații cu telescopul IRAS i-au acordat un diametru de circa 126 de kilometri.

## Denumirea asteroidului
Numele său face referire la eroul grec Odiseu (foarte cunoscut în română ca Ulise), din epopeile homerice, Iliada și Odiseea. Denumirea sa provizorie era 1930 BH.
Este de remarcat faptul că există un asteroid care a primit denumirea 5254 Ulysses.